# Kirchwalsede

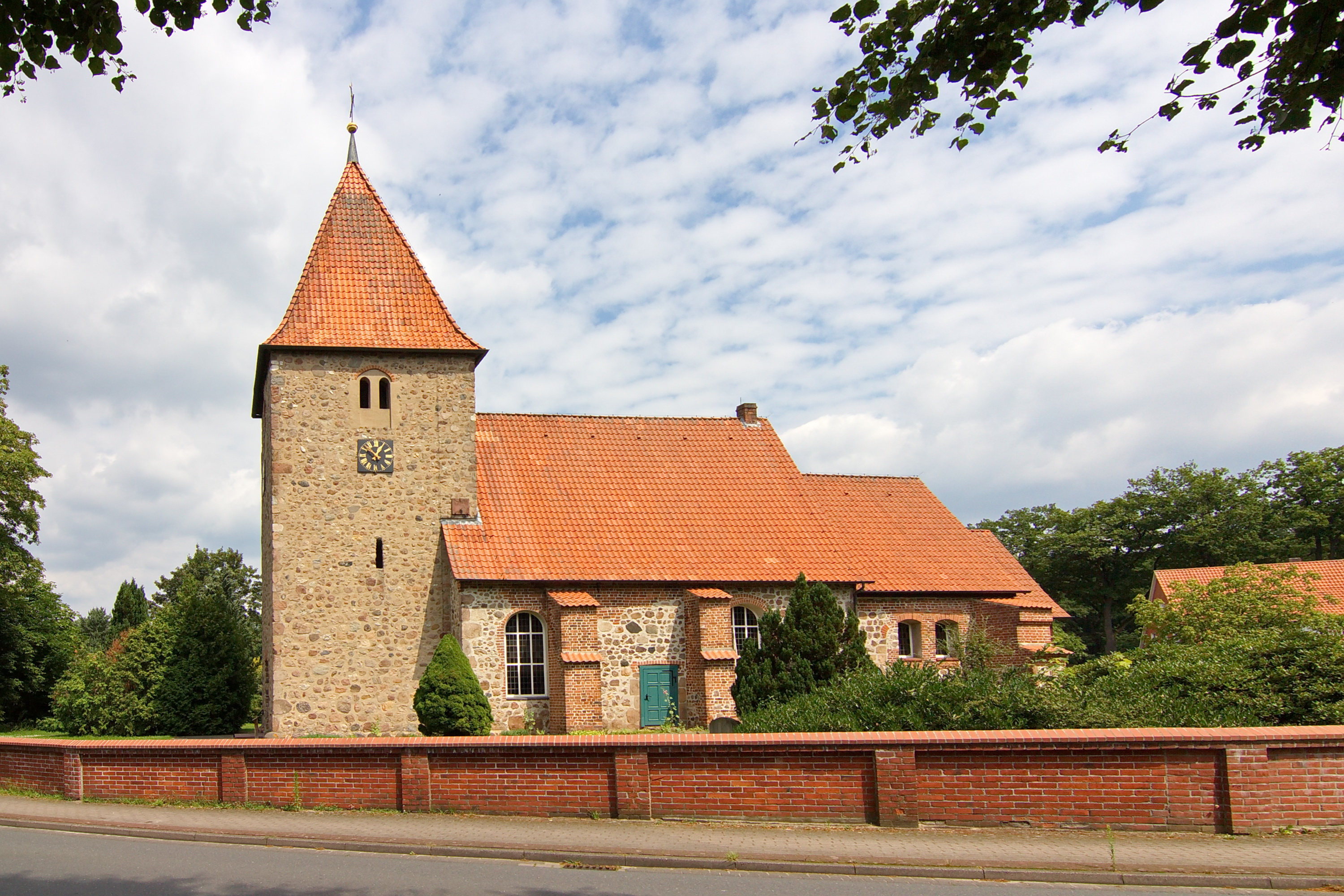
St.-Bartholomäus-Kirche von 1180

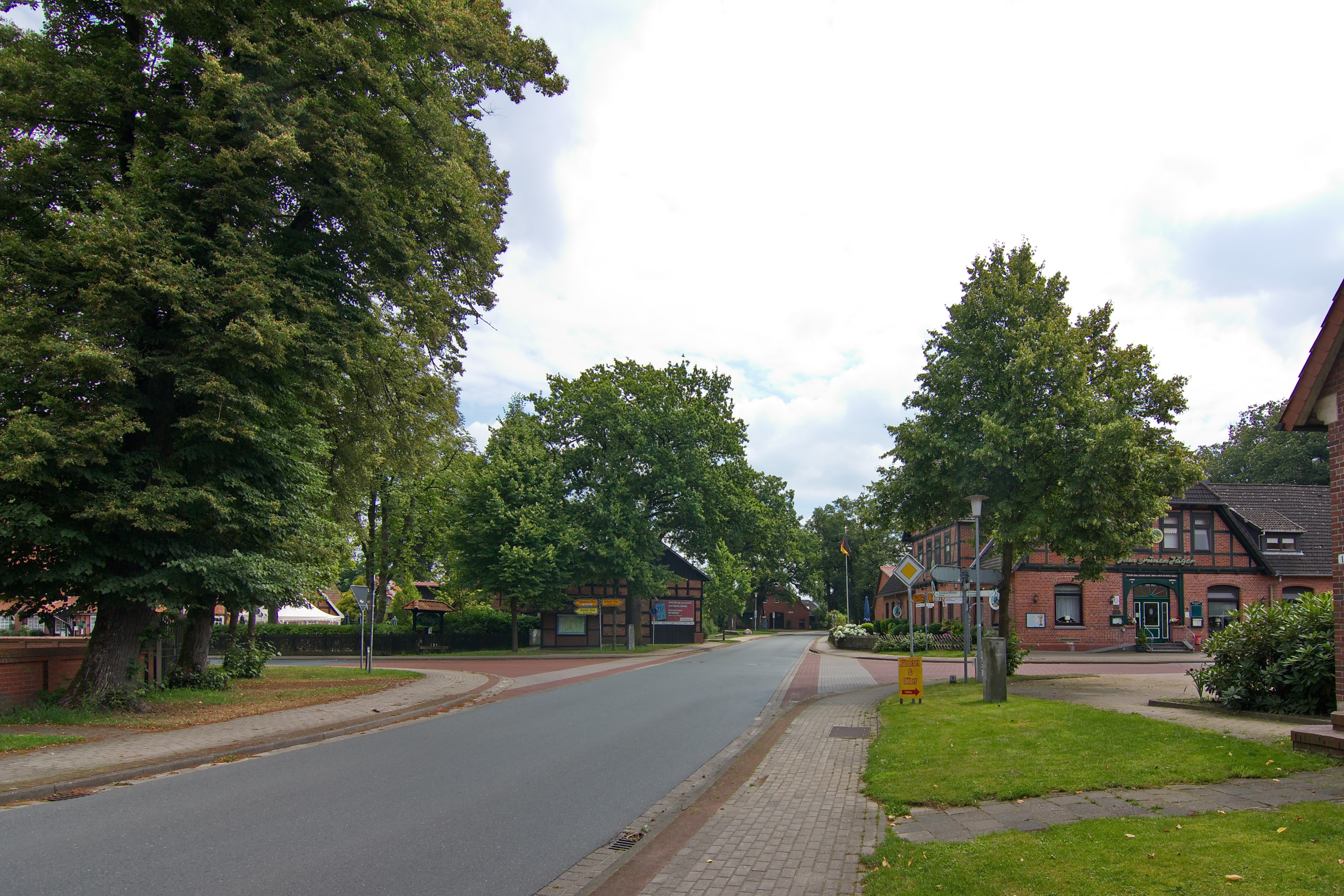
Ortsbild

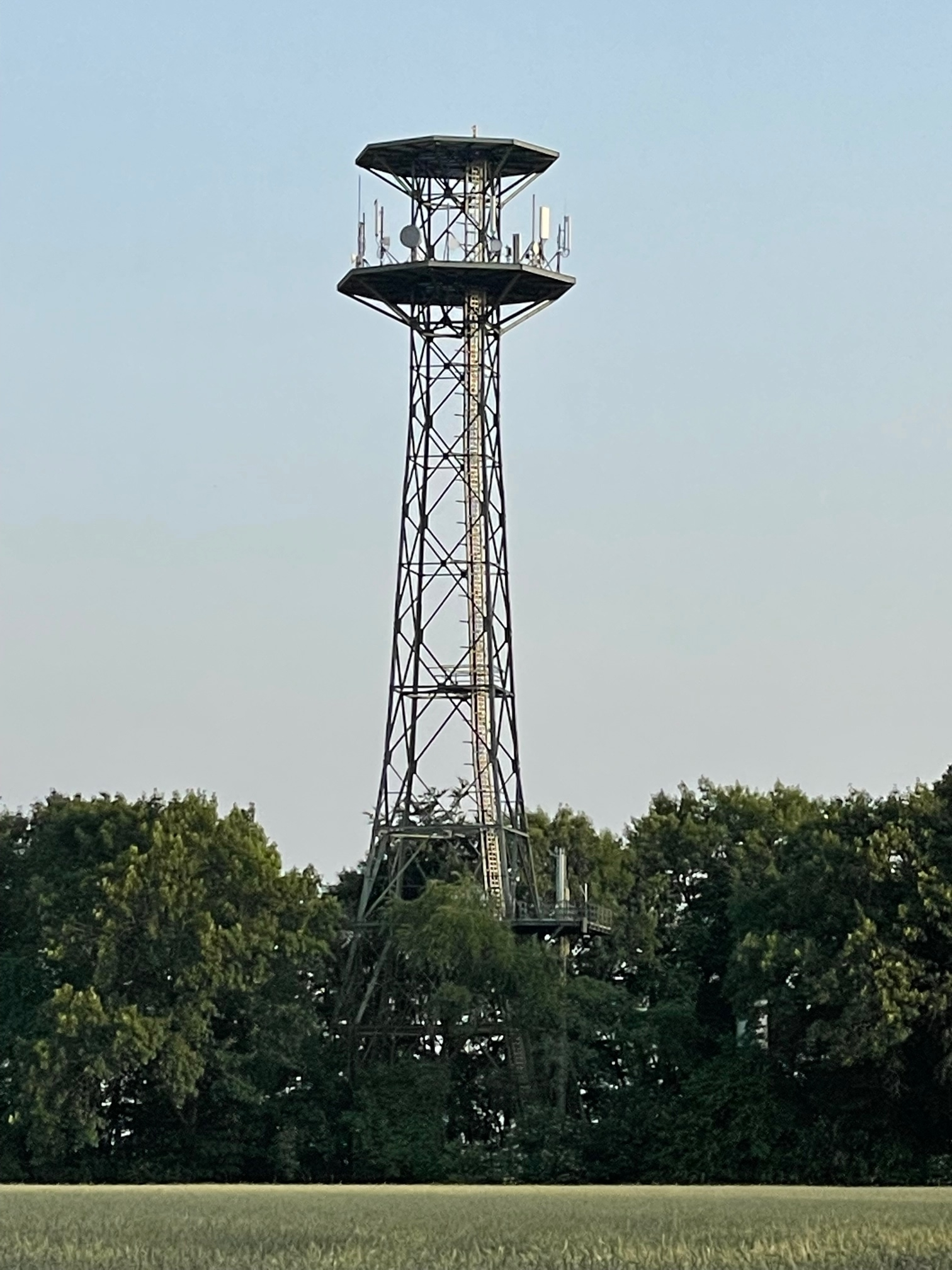
Funkturm Kirchwalsede, auf dem Hampberg

Kirchwalsede ist eine Gemeinde in der Samtgemeinde Bothel im Landkreis Rotenburg (Wümme) in Niedersachsen.

## Geografie

### Geografische Lage
Kirchwalsede liegt im Dreieck zwischen Rotenburg (Wümme), Visselhövede und Verden (Aller) in einem Ausläufer der zum Naturraum Stader Geest gehörenden Achim-Verdener Geest. Kirchwalsede ist flächenmäßig die größte Gemeinde der Samtgemeinde Bothel. Die höchste Erhebung in der Gemarkung, der Hampberg, mit 61 m über NHN, liegt am südöstlichen Ortsrand. Darüber hinaus sind die nächsten größeren Erhebungen erst die hinter Visselhövede gelegenen Höllen-Berg (93 m) und Elmhorst-Berg (88 m). Das machte den Hampberg schon in der Pionierzeit des Funks zum Standort eines Funkturms.

### Gemeindegliederung
Zu der Gemeinde Kirchwalsede gehören das Haufendorf Kirchwalsede und die vier Weiler: Riekenbostel, Weißenmoor, Federlohmühlen und zum Teil Düsternheide (der andere Teil gehört zu Wittorf (Visselhövede)).

### Nachbargemeinden
Nachbarorte sind – von Norden aus im Uhrzeigersinn Hemsbünde (12 km), Visselhövede (13 km), Jeddingen (12 km), Bendingbostel (im Landkreis Verden) (12 km), Kirchlinteln (im Landkreis Verden) (12 km), Westerwalsede (3 km) und Rotenburg (Wümme) (12 km).
| Westerwalsede | Rotenburg (Wümme)                           | Hemsbünde    |
|               | Kompassrose, die auf Nachbargemeinden zeigt | Visselhövede |
| Kirchlinteln  | Bendingbostel                               | Jeddingen    |

## Geschichte

### Name
Zum Ursprung des Namens Kirchwalsede gibt es zwei Erklärungen:
Nach der ersten Version geht Walsede auf den Flussnamen Walse zurück, der identisch sei mit dem heute noch existierenden Fuhlbach, der durch alte Flurnamen belegt ist. Die Endung -ede lässt die Namenforschung auf einen Entstehungszeitraum zwischen dem 1. und 5. Jahrhundert schließen. Sie steht für das altgermanisch ithi, das viel, also „viel Wasser führend“ bedeutet.
Die zweite Version sieht den Namen „aus den Begriffen Wald und Sede=Sitz entstanden und beschreibt einen Ort im Wald“. Der Reichtum an Grün, bis zum heutigen Tag, wird als Argument für die zweite Version in die Waagschale geworfen.
Später entstanden die Tochtersiedlungen Westerwalsede und Süderwalsede. Der Zusatz Kirch- ist jüngeren Datums, wohl als Unterscheidungsmerkmal zu den Tochtersiedlungen eingeführt worden. Über die Jahrhunderte hinweg ist eine Reihe von Ortsbezeichnungen überliefert: Walsede (1320), Kerckwalsede (1385), Walssede (1479), Walsede (1540), Kirchwalßde (1581), Kirchwalsede (1718).

Seit Ende des 17. Jahrhunderts wird der heutige Name genannt.

### Vor- und Frühgeschichte
Ein Kulthügel mit Steinkreis aus Feldsteinen aus der Zeit um 700 v. Chr. am Rande des Weißen Moores, bei Kirchwalsede wurde 1955 beim Eggen entdeckt. Auch Vor – und Frühgeschichtliche Funde im nahen Wittorf belegen eine frühe Besiedlung der Gegend. Auch auf dem Wanderweg durch das Naturschutzgebiet „Großes und Weißes Moor“ ist ein Grabhügel aus der Steinzeit.

### Mittelalter
Erstmals erwähnt wurde Westerwalsede 1231, sowie Süderwalsede und Walsede um 1320.

### Neuzeit
Dem dazugehörigen Kirchspiel gehören neben Wester- und Süderwalsede noch Odeweg und Schafwinkel der Einheitsgemeinde Kirchlinteln des Landkreises Verden an. Der evangelische Bischof Eberhard von Holle führte im Kirchspiel 1567 die Reformation ein, die 1629 durch das kaiserliche Restitutionsedikt für zwei Jahre aufgehoben wurde. 1628 wurde Kirchwalsede von der Pest schwer in Mitleidenschaft gezogen, so dass nur drei Ehepaare von der Krankheit verschont blieben.
Am Ende des Dreißigjährigen Krieges wurde 1645 das Herzogtum Verden mit dem Ort an die schwedische Krone übertragen, blieb staatsrechtlich ein eigenständiges deutsches Herzogtum. 1712 kam das Herzogtum mit Kirchwalsede unter dänischer Herrschaft und 1719 wurde es Teil des Kurfürstentum Braunschweig-Lüneburg. Zwischen 1805 und 1813 gehörte Kirchwalsede die meiste Zeit zu Frankreich. Die Befreiung von der französischen Herrschaft erfolgte durch die Völkerschlacht bei Leipzig im Oktober 1813. Danach gehörte Kirchwalsede zum Königreich Hannover. Nach der Niederlage Hannovers 1866 im Deutschen Krieg, wurde es von Preußen als Provinz Hannover annektiert. 1946, nach der Auflösung Preußens, war es Teil des Landes Hannover und ab November 1946 im Land Niedersachsen.

### Dorfentwicklung ab 1800

#### Torfstechen und Trockenlegung von Mooren
Die größte Veränderung, die das Dorf im Laufe der Zeit erlebte, war die Flurbereinigung („Verkoppelung“), die in den Jahren 1848–1850 stattfand. Dabei wurden Sümpfe und Moraste, die unmittelbar am Dorf lagen, trockengelegt und in Wiesen umgewandelt. 1922 gründeten die drei Dörfer Kirchwalsede, Unterstedt und Westerwalsede eine gemeinsame „Moorkultivierungsgenossenschaft“, die in den Jahren 1927/28 das Große Moor durch Anlegen großer Gräben trocken legte.
1947 wurde durch einen Unternehmer aus Kirchlinteln ein Torfwerk in Weißenmoor gegründet. Der Abbau von Torf erfolgte industriell und der zum Brand in einer Ziegelei bestimmte Torf wurde mit einer Lorenbahn abtransportiert. Das Torfstechen war in dieser Zeit die Hauptbeschäftigung vieler Bewohner. Auch für den privaten Gebrauch wurde, mangels alternativen Heizmaterials, Torf gestochen. Viele Höfe besaßen zu diesem Zwecke ihre jeweils eigenen Torfgruben. Der Torfabbau zu Heizzwecken wurde noch bis zum Beginn der 1970er Jahre praktiziert.

#### Die Besiedlung von Weißenmoor
Eine deutliche Ausweitung der landwirtschaftlich genutzten Flächen ist schon zu Beginn des 19. Jahrhunderts mit der Nutzung und Besiedlung des Weißen Moores erkennbar. Das älteste Gebäude von Weißenmoor ist die Neubauerstelle Dietrich Thies, früher Kirchwalsede Hausnr. 35, heute Weißenmoor 6. Es wurde etwa 1812–1817 errichtet und stammt ursprünglich aus Sehlingen. Der Begründer hieß Harm Vogelsang. Zu den frühen Stellen gehört auch die Anbauerstelle Hüner, früher Kirchwalsede Hausnr. 47, heute Weißenmoor 3. Wohl der jüngste Hof. er ist erst Ende der 1920er Jahre entstanden, ist Weißenmoor 2. Hier lag früher die lokale Lehmgrube.

### Gebietsreform
Seit der Gebietsreform am 1. März 1974 werden Kirch- und Westerwalsede hauptsächlich durch die Samtgemeinde Bothel verwaltet.
Am 1. März 1974 wurde die Nachbargemeinde Riekenbostel zu Kirchwalsede eingegliedert.

### Bevölkerungsentwicklung
| Zeit | Einwohner   | Bemerkungen/Quelle                                 |
| ---- | ----------- | -------------------------------------------------- |
| 1628 | 6           | Die Pestepidemie 1626/28 überlebten nur 3 Ehepaare |
| 1908 | 555         | Volkszählung 1908                                  |
| 1910 | 584         | Volkszählung 1910                                  |
| 1913 | über 600    | [ 17 ]                                             |
| 1939 | 680         | [ 3 ]                                              |
| 1946 | um 1.280    | + 600 Flüchtlinge                                  |
| 1950 | um 930      | − 350 wandern 1948/49 ins Bergbaugebiet ab         |
| 1967 | 900         |                                                    |
| 1968 | knapp 1.000 | nach Eingemeindung von Riekenbostel                |
| 1978 | 1.142       | [ 20 ]                                             |
| 1988 | 1.194       | [ 20 ]                                             |
| 1998 | 1.226       | [ 20 ]                                             |
| 2008 | 1.268       | [ 20 ]                                             |
| 2020 | 1.188       | [ 20 ]                                             |

## Politik

### Gemeinderat
Der Rat der Gemeinde Kirchwalsede besteht aus elf Mitgliedern. Die Ratsmitglieder werden durch eine Kommunalwahl für jeweils fünf Jahre gewählt. Die aktuelle Amtszeit begann am 1. November 2021 und endet am 31. Oktober 2026.
Die letzte Kommunalwahl am 12. September 2021 ergab das folgende Ergebnis:.
| Partei                   | Anteilige Stimmen | Anzahl Sitze |
| ------------------------ | ----------------- | ------------ |
| CDU                      | 40,83 %           | 4            |
| Bürgerliste Kirchwalsede | 59,17 %           | 7            |

Die Wahlbeteiligung bei der Kommunalwahl 2021 lag mit 78,28 % über dem niedersächsischen Durchschnitt von 57,1 %.

### Bürgermeister
Der Gemeinderat wählte das Gemeinderatsmitglied Friedrich Lüning (Bürgerliste) zum ehrenamtlichen Bürgermeister für die aktuelle Wahlperiode.
Seine Amtsvorgänger waren:
- 2011–2021 Ursula Hoppe
- 1996–2011 Klaus Lütjens
- 1972–1996 Fritz-Alexander Hornhardt
- 1952–1972 Heinrich Tramm
- 1946–1952 Hinrich Eggers
- 1945–1946 Hermann Haase
- 1935–1945 Heinrich Cordes
- 1923–1934 Ernst Schwertfeger
- 1915–1923 Hinrich Meyer
- 1869–1915 Diedrich Vorwerck
- 1867–1869 Hinrich Schwacke
- 1849–1867 Friedrich Cohrs

### Wappen
Im Schildhaupt des Kirchwalseder Wappens ist die Kirche von Kirchwalsede mit grauem Felssteinmauerwerk und rotem Ziegeldach dargestellt. Deutlich zu erkennen ist der Turm und das dreifach abgestufte Dach, das charakteristisch für diese Kirche ist. Das Feld (der Hintergrund) im Schildhaupt ist blau.
Die Schildteilung in Höhe von ⅔ des Wappens in Form eines roten Balkens bildet die Kirchhofsmauer ab.
Im Schildfuß wird eine blaue Wasserquelle dargestellt, die aus grauen Feldsteinen entspringt und ein graues Mühlrad antreibt. Das Mühlrad befindet sich in der Mitte des Schildfußes. Das Feld (der Hintergrund) ist hier grün.

## Wirtschaft, Verkehr, Infrastruktur

### Wirtschaft
Kirchwalsede ist durch fünf bäuerliche Vollerwerbsbetriebe landwirtschaftlich geprägt. Es besitzt Geschäftsstellen der Volksbank Wümme-Wieste eG und der Sparkasse Rotenburg-Bremervörde.

### Verkehrsanbindung

#### Straßen
- Bundesstraße 440 im Osten: Sie verbindet mit Rotenburg (Wümme) und Visselhövede.
- Bundesstraße 215 Nordwestlich von Kirchwalsede: Sie führ nach Verden (Aller) und Rotenburg (Wümme)t.
- Mitten im Ort kreuzen sich zwei Kreisstraßen. Die K 205 kommt von Lüdingen über den Ortsteil Weißenmoor, im Osten und führt nach Westerwalsede im Nordwesten; die Kreisstraße K 206 kommt von Süderwalsede im Südwesten und führt nach Hastedt und weiter zur B 71 im Nordosten (Liste der Kreisstraßen im Landkreis Rotenburg (Wümme)).
- Einzugsbereich der Autobahnen A7, A27, und A1

#### Bahn
Bahnanbindungen:
- Bahnhof Rotenburg (Wümme) (13 km)
- Bahnhof Verden (Aller) (19 km)
- Bahnhof Visselhövede (13 km)

#### Nahverkehr
Es bestehen mehrere Buslinien des öffentlichen Personennahverkehrs. Eine Ergänzung ist das Anrufsammeltaxi.

### Freiwillige Feuerwehr Kirchwalsede
Freiwillige Feuerwehr Kirchwalsede von 1919 mit Kinder- und Jugendfeuerwehr von 2003 der Ortswehren von Wester-, Süder- und Kirchwalsede.

### Freizeit und Tourismus

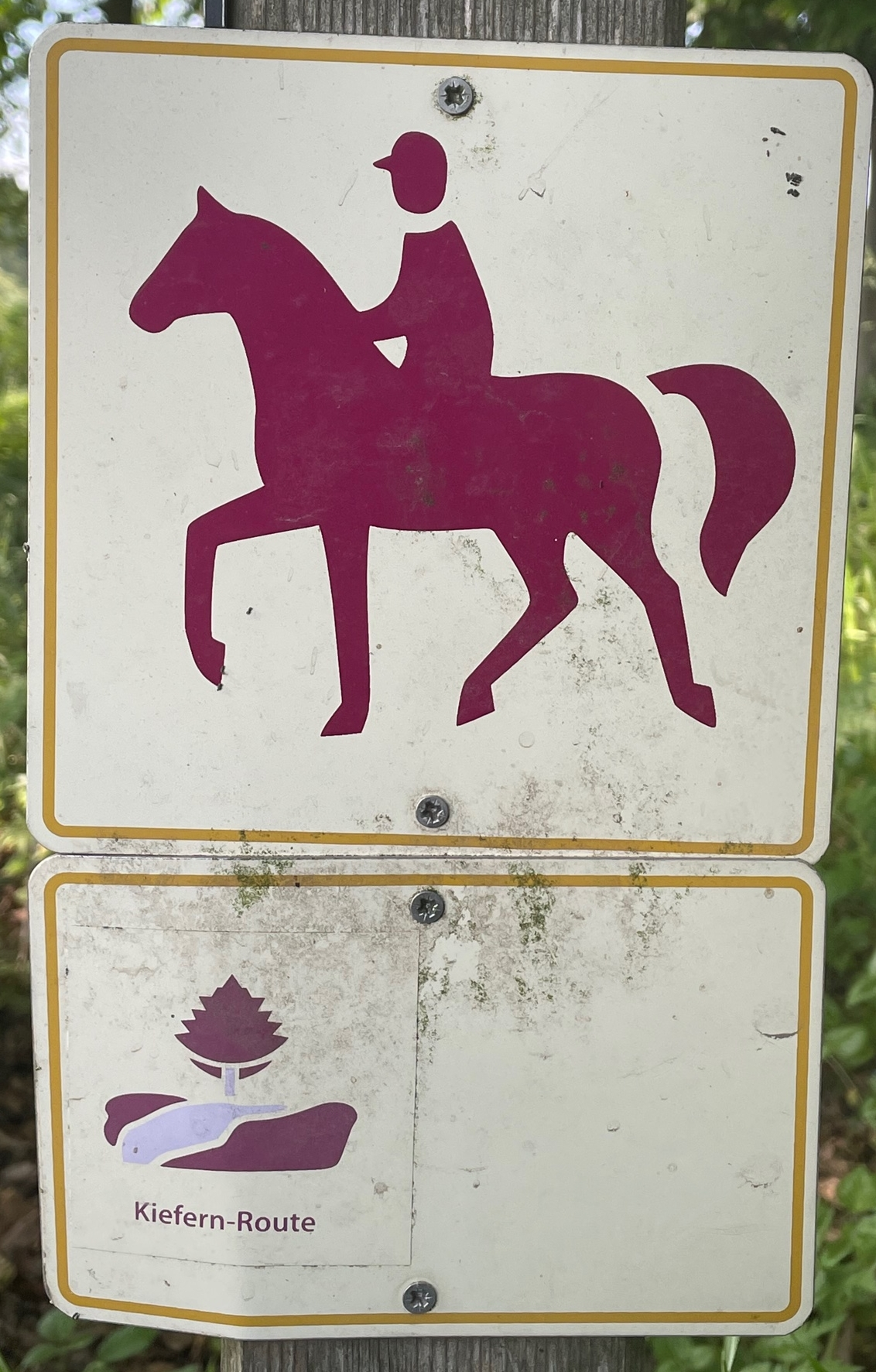
Kirchwalsede, Reitweg Kiefern-Route

Ein Gasthaus und private Ferienwohnungen bieten Übernachtungsmöglichkeiten. Der Ort und die Region verfügen über ein ausgedehntes Wander- und Reitwegenetz. Unter anderem hat Kirchwalsede Anschluss an den in Riekenbostel starten- und endenden NORDPFAD-Wanderweg, der nach dem Ortsteil „Federlohmühlen“ benannt ist und durch den „Buhlen“ genannten Wald führt.

### Bildung, Soziales

#### Krippe und Kindergarten
- Krippe der Gemeinde: Walseder Strolchennest
- Kindergarten Lummerland in Trägerschaft der Gemeinde

#### Schulen
- Grundschule im Ort
- Montessori-Grundschule in Rotenburg
- Weiterführende Schulen in Bothel (Wiedau Schule Haupt- und Realschule) und Rotenburg (Wümme) (Ratsgymnasium)

#### Vereine
15 Vereine und Verbände mit u. a.:
- Dorfverein Kirchwalsede und Umgebung
- Landwirtschaftlicher Verein Kirchwalsede und Umgebung
- Posaunenchor der ev.-luth. Kirchengemeinde von 1910
- Reitverein Kirchwalsede und Umgebung von 1949
- Schützenverein Kirchwalsede von 1854
- Spielmannszug des Schützenvereins Kirchwalsede von 1854
- Turn- und Sportverein Kirchwalsede von 1919

### Kirche, Religion
Die meisten konfessionell gebundenen Einwohner des Ortes gehören der evangelisch-lutherischen Kirche an.
- Ev. St. Bartholomäus-Kirche von 1170/1180 war als Feldsteinkirche ursprünglich eine Wehrkirche,  wurde mehrfach umgebaut und vergrößert. Die Kirchengemeinde Kirchwalsede gehört zur Kirchenregion Visselhövede,
- Mehrere Freikirchliche Gemeinden in Rotenburg,
- Katholische Corpus-Christi-Kirche in Rotenburg.

### Bioenergie Kirchwalsede
Die Biogasanlage von 2010 besteht aus zwei Blockheizkraftwerk-Modulen mit einer elektrischen Leistung von 1,43 Megawatt. Sie arbeitet auf Basis der Trockenvergärung von Gras-, Mais-, Ölrettich- und Ganzpflanzensilagen sowie Gülle und speist in das öffentliche Netz ein. Die erzeugte Strommenge reicht rechnerisch für ca. 3000 Einfamilienhaushalte. Die anfallende Wärme wird zur Eigenversorgung der Anlage genutzt, sowie zur Trocknung der Gärreste, die ihrerseits der Düngemittelherstellung dienen.

## Kultur und Sehenswürdigkeiten

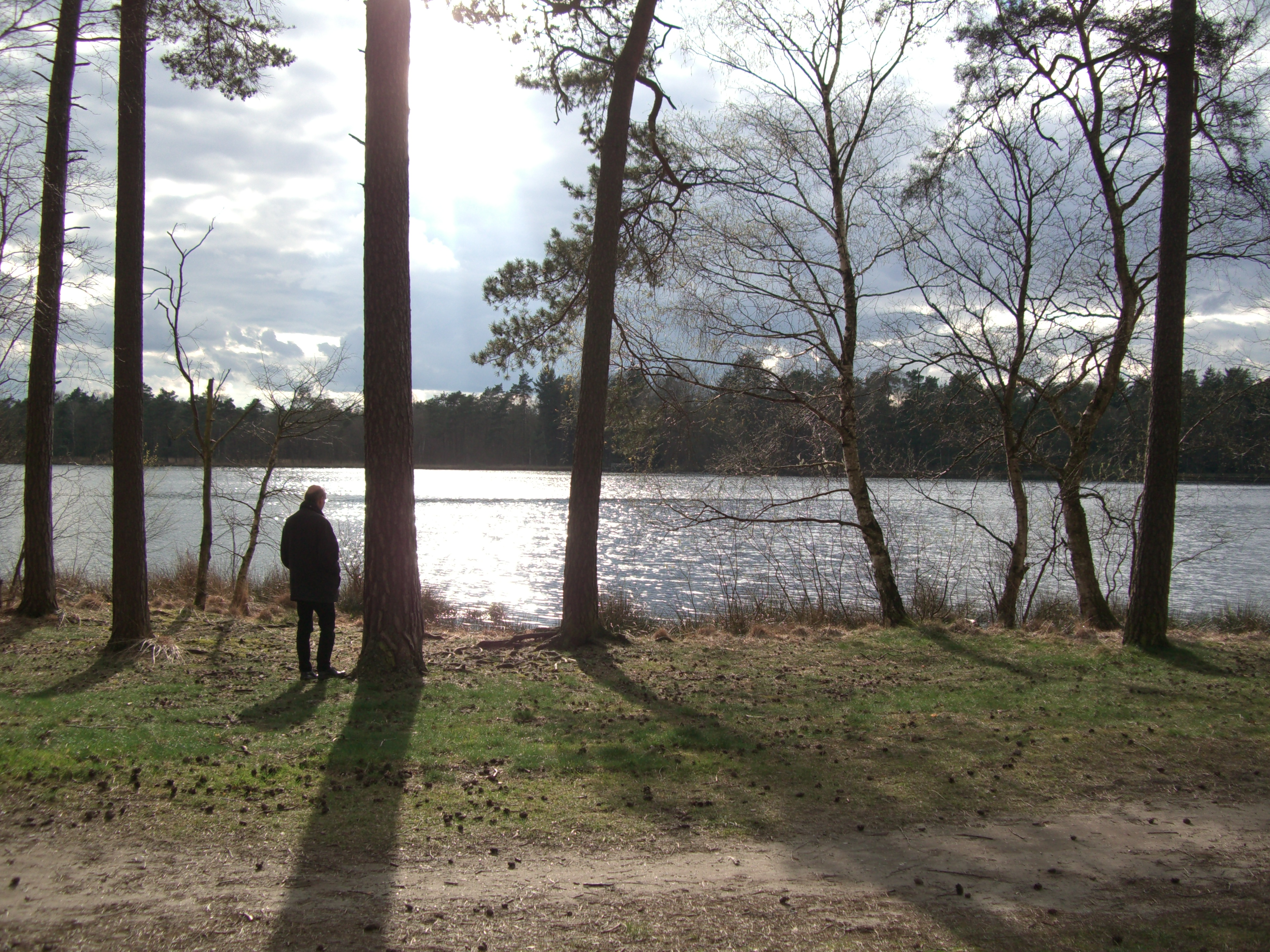
Der große Bullensee

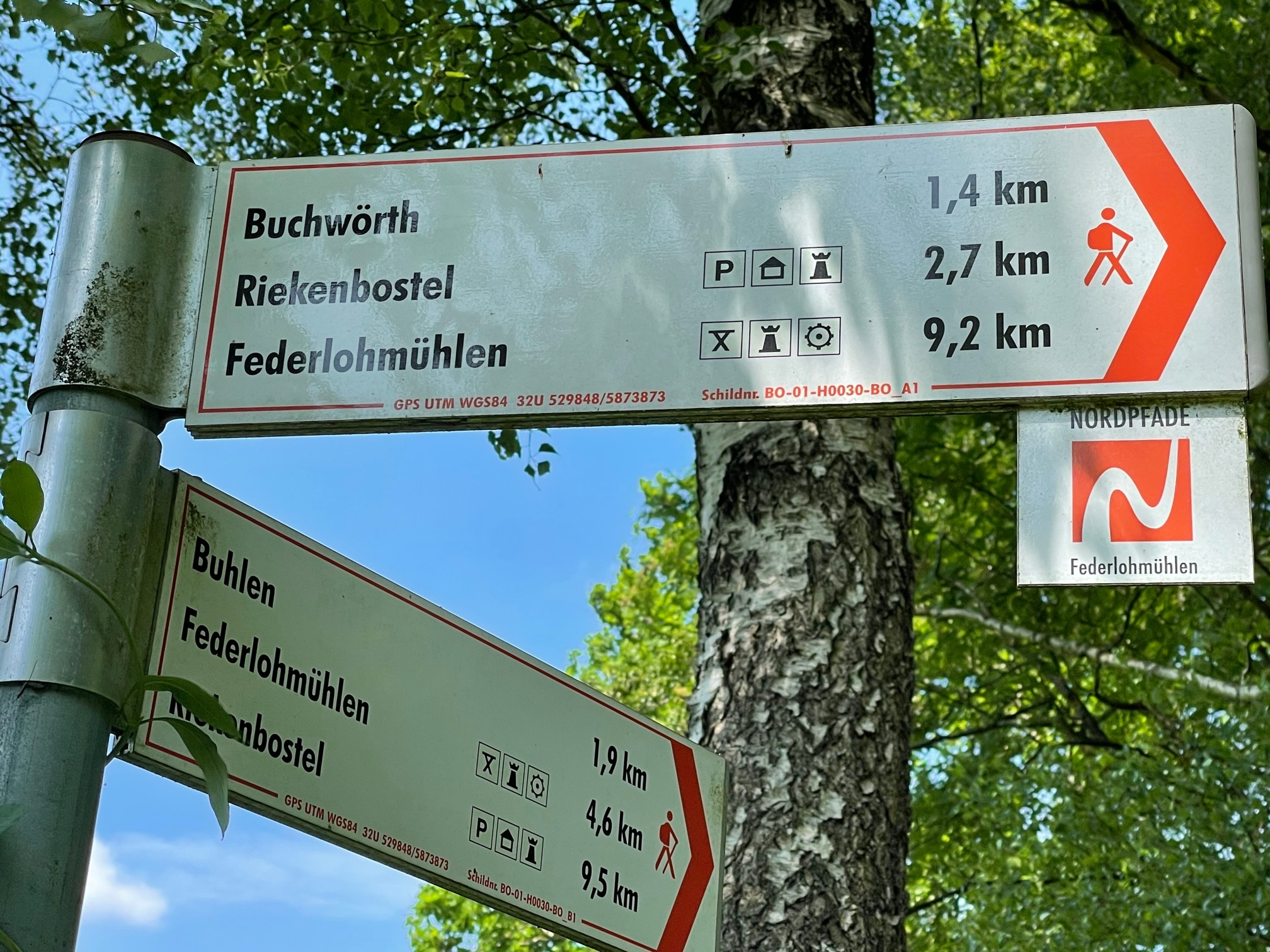
Kirchwalsede Wegweiser Wanderwege

### Bauwerke
- St.-Bartholomäus-Kirche, eine zwischen 1170 und 1180 erbaute Feldsteinkirche.
- Wassermühle Federlohmühlen, erste Mühle wohl von um 1600, Mühlenhaus als Umbau von 1789, zwei Speicher (18. Jh.), zwei Wohn- und Wirtschaftsgebäude von 1846 und von um 1810

+ Hofanlage Dorfstraße 14 in Rieckenbostel von 1640, 1758, 1900 und  1910

### Natur
- Mehr als 2000 alte Bäume, darunter viele Eichen
- Hochmoor auf dem Gemeindegebiet
- Großer/Kleiner Bullensee mit Naherholungsgebiet

### Veranstaltungen
- Sommer-Musikfestival Villa RoX Weißenmoor von 2016 bis 2019 des Vereins Villa Rotenburg (Verein zur Förderung von Kunst und Sub-Kultur) in Weißenmoor.[32]
- Osterfeuer in Kirchwalsede am Samstagabend vor Ostern
- Hoffegen zum 30. Geburtstag von Junggesellen, ein in Niedersachsen bekannter Brauch[33], findet sich in Kirchwalsede.

### Kirchwalsede in Lied und Dichtung
- Das Lied der Kirchwalseder Heide ist ein Loblied auf die Kirchwalseder Heide, gedichtet von Wilhelm Bosselmann, vertont von Artur Gaed[34].
- Kirchwalsede, Gedicht von Lieselotte Thies,[35].

## Persönlichkeiten

### Söhne und Töchter de Gemeinde

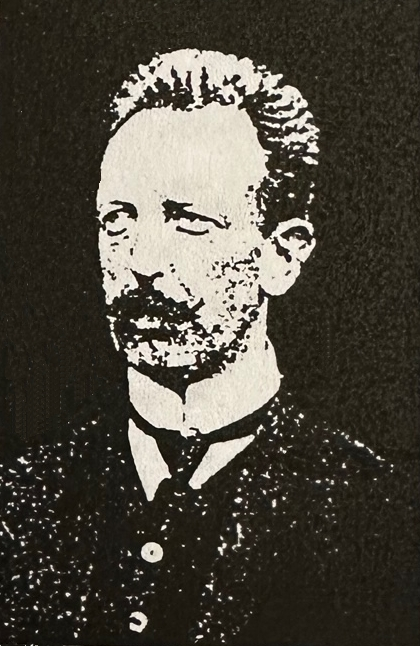
Gustav Hüttmann, Lehrer und Organist in Kirchwalsede

- Gustav Georg Wilhelm Hüttmann (* 29. Oktober 1876–9. Dezember 1943), Heimatforscher, 1908–1939 Lehrer in Kirchwalsede. Hüttmann war auch 1908 bis 1943, wie sein Vater und sein Großvater, Organist und Kantor in der St. Bartholomäus-Kirchengemeinde in Kirchwalsede und Verfasser von Schriften zur Geschichte von Kirchwalsede.

### Mit der Gemeinde verbundene Persönlichkeiten

Wappen derer von Mandelsloh

- Conrad von Okelen; erster lutherische Pastor der Gemeinde.
- Familie von Mandelsloh zu Holzbaden (Mitte des 12. Jahrhunderts bis 1722); ihr wird der Bau der St. Bartholomäuskirche zugeschrieben; die Familie hatte auch das Patronatsrecht über die Kirche, das sie bis 1722 behielt. Das letzte Mitglied der Familie: Elisabeth von Mandelsloh ist in der Kirche begraben worden.[36]